# バークシャー
バークシャー（Berkshire, IPA: [ˈbɑːkʃə]または[ˈbɑːkʃɪə]、バークス (Berks) と省略することがある）は、イングランド南東部の典礼カウンティであり、バークシャー州 (the county of Berkshire, Berkshire county) とも呼ばれる。ウィンザー城があることからRoyal County of Berkshireと呼ばれることも多く、この言い方は少なくとも19世紀に遡り、1958年に女王から承認され、確認の「特許状」が、1974年に交付されている。
オックスフォードシャー、バッキンガムシャー、サリー、ウィルトシャー、ハンプシャー、グレーター・ロンドンに接している。

## 歴史
バークシャーはイングランドで最も古い州のひとつで、ウェセックス王アルフレッド大王が1970年代以前の州の領域を定めたことが記録に残っている。州の名前は、Bearroc（ケルト語で「小山のような」）と呼ばれ、ウェセックスのセンウォール王に売却された広大な樺の森に由来する。
バークシャーはエングフィールドの戦い、アッシュダウンの戦い、レディングの戦い（871年）など、デーン人とのアルフレッド大王の戦闘のように、これまで幾度となく戦場となってきた。清教徒革命の時はニューベリーで2度会戦が行われた。1688年の名誉革命では2度目のレディングの戦いが行われた。
1972年の地方制度改革法でバッキンガムシャーにあったスラウがバークシャーに移る一方で、アビンドン＝オン＝テムズ（それまではバークシャーにあった）とヴェール・オブ・ホワイトホースがオックスフォードシャーに移った。レディングが新たに作られた。
1998年4月1日、バークシャー議会は廃止され、ディストリクトは自治権を強めた。同じような改革が同時に各地で行われたわけではなく、ロンドンから離れた所では廃止されなかった。「バークシャーへようこそ」という標識が残っている箇所もあり、ウェスト・バークシャー（ヴァージニア用水地の東側、M4線）の境界で今も見られるかもしれない。

## 地形、景観、環境
バークシャーの景観は、レディングの中心を境にはっきりと東西に分かれている。
東側はバークシャーの北側の境界になるテムズ川の南の地域が中心になっている。スラウとレディングは現在テムズ川を南北に跨る形になっている。ロッドン川とブラックウォーター川などのテムズ川支流が、東部の低地に堆積地を形成している。堆積地は高地のサリーとハンプシャーとの境界線に向かってなだらかに傾斜している。この地域の多く、特にブラックネルとウィンザー大公園のあたりは、今も森林地帯が広がっている。
バークシャー西部とテムズ川上流域は、ゴーリングギャップでテムズ川が（現在の）境界線から北上している。ここは最後の氷期の終わりにテムズ川がチルターンヒル（オックスフォードシャーの北岸地域）とバークシャーダウンズの間を流れることになった広大なV字谷の狭い区域である。
こうしたことから西部地域はレディングでテムズ川に合流するケネット川の周辺に位置することになる。両岸の急傾斜地は、平坦な堆積地になっている。南に向かっては隣のハンプシャーとの境界線に向かって大きく傾斜しており、ここがバークシャーで最も高い場所になっている。最高地点はイングランド南東部の最高地点でもあるウォールベリヒル（297 m (974 ft)）である。
ケネット川の北側は再びバークシャーダウンズに向けて傾斜している。ここは丘陵地帯になっていて、パング川とその支流に流れ込む小規模で森に覆われた渓谷があり、競馬に縁のある開けた高地で、結果として今も昔も競走馬の訓練地になっている。

## 人口統計
2018年の統計によると、バークシャーの人口は911,403人（722人/km2）である。人口の大半は、東部の都市圏にあり、西バークシャーは東部に比べて田園風景が広がる地域である。
1831年から人口は急増したが、全面的な境界線変更に伴うものの可能性がある。1831年に146,234人だったのが、1901年までに252,571人（男性122,807人、女性129,764人）に増えた。
バークシャーの人口の推移（単位: 人）:
- 1831年: 146,234
- 1841年: 161,759
- 1851年: 170,065
- 1861年: 176,256
- 1871年: 196,475
- 1881年: 218,363
- 1891年: 238,709
- 1901年: 252,571

## 政治
バークシャーは形式的なカウンティで、（境界線は違うが）古くからの州であり、カウンティ議会がなく複数のディストリクト議会で成り立つ唯一の非都市カウンティという点でイングランドでは変わった州である。ディストリクト議会は独自性の強い政治機構だが、カウンティとしての地位はない。
ディストリクト議会は保守党がウェスト・バークシャー、ウォーキンガム、ブラックネル・フォレストを、労働党がレディングを、自由民主党がウィンザー・アンド・メンデンヘッドを握っている。スラウは自由民主党と保守党が連立して担当している。
2005年の総選挙後、8選挙区中6選挙区で優位を占めている。スラウとレディング・ウェストは共に労働党候補が選出された。

## 村落

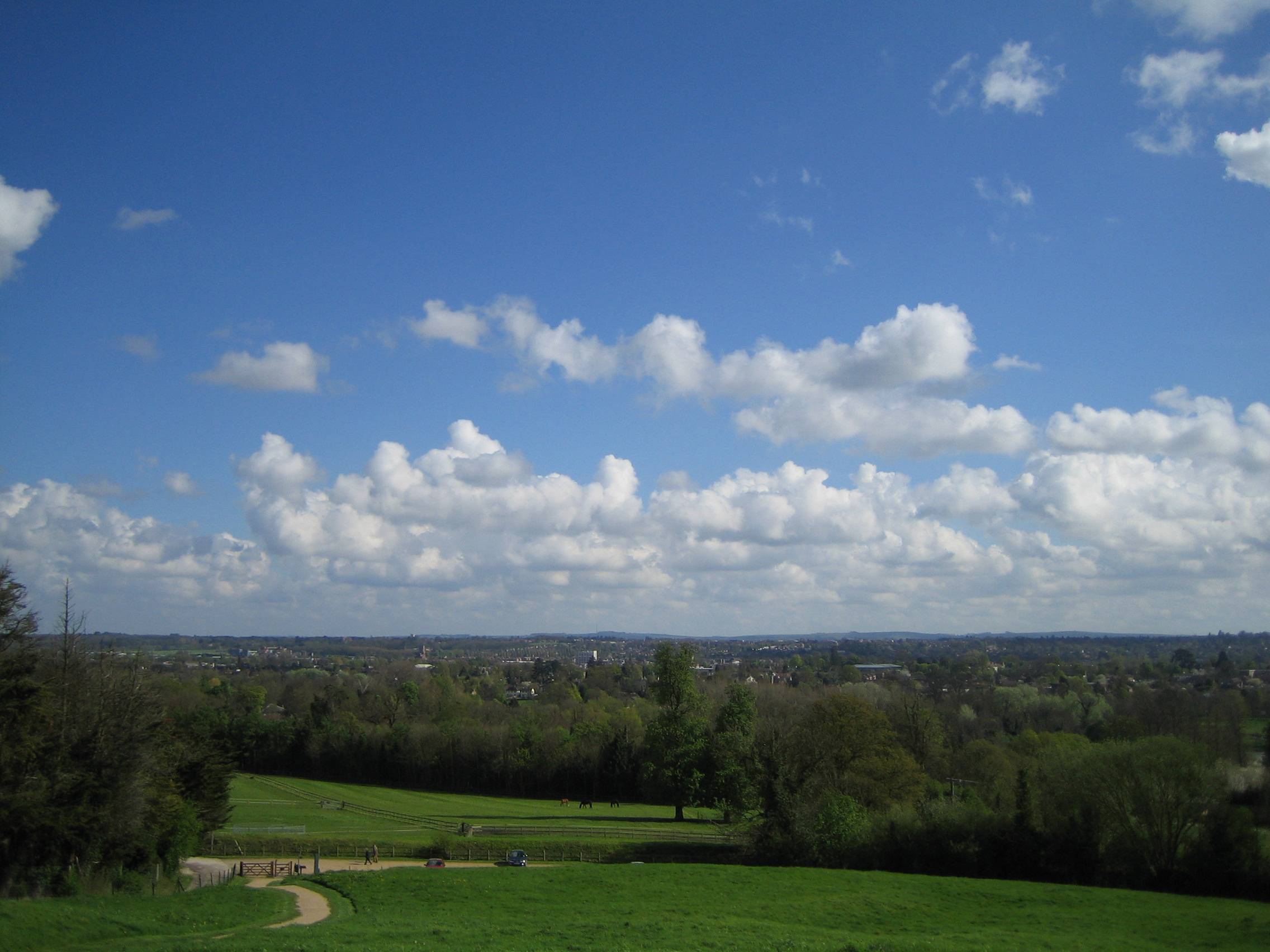
ケネット川渓谷

主な場所は、List of places in Berkshireを参照のこと。
バークシャーで人口が最も多いのは、レディングだが、おそらくここよりはエリザベス2世の居城があるウィンザーのほうが有名であろう。
人口は、
- レディング（163,203人）
- スラウ（149,112人）
- メイデンヘッド（60,000人）
- ブラックネル（52,000人）
- ニューベリー（32,000人）

となっている。1974年の制度改革で、アビンドン、ディドコット、ファリングドン、ウォーリングフォード、ウォンティッジはバークシャーからオックスフォードシャーに移った。

## 名所
- Ashdown House（ナショナル・トラスト）
- Basildon Park（ナショナル・トラスト）
- Berkshire Downs
- Bisham Abbey
- カリフォルニア公園
- Combe Gibbet
- Donnington Castle
- イートン・カレッジ（イートン校）
- Frogmore House
- Lardon Chase（ナショナル・トラスト）
- レゴランド・ウィンザー
- Museum of English Rural Life
- Museum of Reading
- Reading Abbey
- ワルバリーヒル
- ウィンザー城
- Windsor Great Park